# Глизе 667 C e
Глизе 667 C e — экзопланета в середине обитаемой зоны у звезды Глизе 667 C в тройной системе Глизе 667. Планета удалена от Земли на ~ 22,7 световых лет.

## Орбита
Планета обращается вокруг красного карлика Глизе 667 C на расстоянии 0,21 а. е., её орбитальный период составляет 62,3 земных суток.

## Характеристики
Средняя масса планеты — 3,12 масс Земли. Экзопланета принадлежит к классу суперземель. Планета получает около одной трети той энергии, что получает Земля от Солнца и, в случае если на экзопланете существует достаточное количество парниковых газов, то на планете возможно существование значительного количества жидкой воды.
Планета была открыта в 2013 году при помощи спектрографа HARPS, установленного на 3,6-метровом телескопе в обсерватории Ла-Силья Европейской южной обсерватории в Чили.

## Статьи
- Guillem Anglada-Escudé, Mikko Tuomi, Enrico Gerlach, Rory Barnes, René Heller, James S. Jenkins, Sebastian Wende, Steven S. Vogt, R. Paul Butler, Ansgar Reiners, Hugh R. A. Jones. A dynamically-packed planetary system around GJ667C with three super-Earths in its habitable zone (англ.) // Astronomy and Astrophysics. — EDP Sciences, 2013. — arXiv:1306.6074.